# Franklin Edwards
Franklin Delano Edwards (New York, 2 febbraio 1959) è un ex cestista statunitense, professionista nella NBA.

## Carriera
Venne selezionato dai Philadelphia 76ers al primo giro del Draft NBA 1981 (22ª scelta assoluta).

## Palmarès
- Campionato NBA: 1

Philadelphia 76ers: 1983